# Alto Tribunal Iraquiano
Alto Tribunal Iraquiano (anteriormente Tribunal Especial Iraquiano) é um corpo jurídico criado sob as leis nacionais iraquianas para julgar cidadãos nacionais e residentes no país acusados de genocídio, crimes contra a humanidade, crimes de guerra e outros crimes sérios cometidos durante o governo de Saddam Hussein (1979-2005). O tribunal foi o responsável pela organização do julgamento de Hussein e de outros membros da direção do regime do Partido Ba'ath.
A corte foi estabelecida sob um estatuto específico, sob tutela da Autoridade da Coalizão Provisória, e hoje reafirmada sob a jurisdição do governo interino do Iraque.
O Alto Tribunal realizou o julgamento e foi o responsável pela condenação do presidente deposto Saddam Hussein, de Ali Hassan al-Majid (o Ali Químico), do ex-vice-presidente Taha Yassinyo Ramadan e do ex-vice primeiro ministro e ministro das Relações Exteriores Tariq Aziz, entre outras autoridades graduadas do regime deposto.

## Jurisdição
O Tribunal tem jurisdição sobre qualquer cidadão iraquiano ou residente no país acusado dos seguintes crimes:
- Genocídio
- Crimes contra a humanidade
- Crimes de guerra
- Manipulação do Poder Judiciário
- Desvio dos recursos nacionais
- Uso das forças armadas contra outro país árabe

Estes crimes devem ter sido cometidos entre o golpe de estado de 17 de julho de 1968, que levou ao poder o partido Baath e 1 de maio de 2003, após a invasão do Iraque, que extinguiu o regime de Saddam Hussein.